# لوون خاچیکیان
لوون استپانی خاچیکیان (به ارمنی: Լևոն Ստեփանի Խաչիկյան)(زادهٔ ۱ مه ۱۹۱۸) یک تاریخ‌نگار و زبان‌شناس ارمنی شوروی بود. او از سال ۱۹۵۴ تا زمان مرگش به‌عنوان مدیر ماتناداران ماشتوتس خدمت کرد. تخصص او در تاریخ و نسخه‌های خطی قرون وسطی ارمنستان بود، به‌ویژه در زمینه تاریخ اقتصادی و تاریخ جنبش‌های اجتماعی. تحت رهبری او، ماتناداران به یک مؤسسه پژوهشی مهم تبدیل شد و مجموعه‌ها و بخش‌های آن گسترش یافت. او آثار بسیاری را بر اساس مطالعات گسترده خود از منابع ماتناداران و سایر منابع منتشر کرد که شامل مجموعه‌هایی از حاشیه‌نویسی‌های ارمنی قرن چهاردهم و پانزدهم بود.

## اوایل زندگی، تحصیلات و حرفه
لوون خاچیکیان در ۱ مه ۱۹۱۸ در ایروان به دنیا آمد و در خانواده‌ای روشنفکر پرورش یافت. او پس از فارغ‌التحصیلی از دبیرستان خاچاطور آبوویان در سال ۱۹۳۵، وارد دانشکده تاریخ دانشگاه دولتی ایروان شد. بلافاصله پس از فارغ‌التحصیلی از دانشگاه در سال ۱۹۴۰، به‌عنوان کتاب‌شناس و سپس مدیر بایگانی نسخه‌های خطی به کارکنان ماتناداران ماشتوتس پیوست. او تحصیلات تکمیلی خود را تحت راهنمایی تاریخ‌نگار برجسته هاکوب ماناندیان انجام داد. نخستین اثر او در مجله علمی ماتناداران، با عنوان مجموعه مواد علمی منتشر شد که در آن متن یاخاگس تارمِتین اثر واناکان وارداپت را با مقدمه و یادداشت‌هایی ارائه کرد. در سال ۱۹۴۵، او با موفقیت از رساله دکترای خود با عنوان تفسیر پیدایش «آراراتسوتس» اثر یغیشه دفاع کرد که همین رساله در سال ۱۹۹۳ به‌صورت کتاب منتشر شد و درجه کاندیدای علوم تاریخی را دریافت کرد. از سال ۱۹۵۱ تا ۱۹۵۴، او در مؤسسه تاریخ آکادمی علوم جمهوری شوروی سوسیالیستی ارمنستان به‌عنوان پژوهشگر ارشد و سپس به‌عنوان رئیس بخش انتشارات این مؤسسه فعالیت کرد.

## حرفه
در سال ۱۹۵۴، لوون خاچیکیان در ۳۶ سالگی به‌عنوان مدیر ماتناداران منصوب شد و این سمت را تا پایان عمر خود حفظ کرد. در دوران مدیریت خاچیکیان، تغییرات عمده‌ای در ماتناداران رخ داد. این مؤسسه از یک نهاد کتابخانه‌ای به یک مؤسسه پژوهشی بزرگ تبدیل شد، به ساختمان فعلی خود منتقل شد و بخش‌ها و پژوهشگران جدیدی به آن اضافه شدند. بین سال‌های ۱۹۵۵ تا ۱۹۷۸، این مؤسسه ۵۴۷۱ نسخه خطی جدید به مجموعه خود اضافه کرد. به گفته مدیر سابق ماتناداران، واهان ترغوندیان، خاچیکیان در دوران مدیریتش مجبور شد با مشکلات زیادی روبه‌رو شود و گاهی تحت نظارت مقامات شوروی قرار می‌گرفت، به‌عنوان مثال به دلیل استخدام افرادی که از نظر سیاسی مشکوک تلقی می‌شدند.
خاچیکیان آثار بسیاری دربارهٔ تاریخ ارمنستان در قرون وسطی بر اساس مطالعات گسترده‌اش بر مواد نسخه‌های خطی نوشت. او به‌ویژه بر شرایط اجتماعی-اقتصادی و جنبش‌های اجتماعی و مذهبی تمرکز داشت. از جمله آثار مهم او در این زمینه می‌توان به کتاب «از تاریخ جنبش‌های اجتماعی ارمنستان کوچک» (۱۹۵۱) و مقالات «دربارهٔ جامعه روستایی ارمنی در قرون چهاردهم و پانزدهم» (۱۹۵۸) و «منشور «انجمن برادران» شهر ارزنگه» (۱۹۶۲) اشاره کرد. دوره مورد علاقه اصلی او اواخر قرون وسطی (قرون چهاردهم و پانزدهم) بود، اگرچه تعدادی از آثار او به تاریخ اولیه قرون وسطی ارمنستان اختصاص دارد، مانند کتاب «از تاریخ جنبش‌های اجتماعی ارمنستان کوچک» و مقالات «ادبیات ارمنی به زبان‌های خارجی در قرن چهارم» و «مسئله نوشتار پیشامسروپی و افسون‌ها». او تعدادی مطالعات دربارهٔ خاندان‌های فئودالی ارمنستان در قرون وسطی و نقش آن‌ها در تولیدات فرهنگی ارمنستان نگاشت، از جمله «صفحات از تاریخ ارمنی‌ها همشین» و «شاخه بورتلیان خاندان اربلیان سیونیک» که هر دو در سال ۱۹۶۹ منتشر شدند.
خاچیکیان برای نخستین بار آثار مختلفی از ادبیات ارمنی قرون وسطی را به چاپ رساند. او در تحقیقات خود اطلاعات مهمی دربارهٔ زندگی اجتماعی و اقتصادی ارمنستان قرون وسطی، فعالیت‌های مدارس صومعه‌ای و مراکز تولید و پژوهش نسخه‌های خطی کشف کرد. به‌عنوان نمونه، او برای نخستین بار پایان‌نامه‌ای دانشجویی از مرکز آموزشی قرون وسطایی ارمنستان دانشگاه گلازور را مورد بررسی قرار داد. خاچیکیان سال‌های بسیاری را به مطالعه، گردآوری و انتشار حاشیه‌نویسی‌های نسخه‌های خطی ارمنی اختصاص داد که حاوی اطلاعات مهمی دربارهٔ تاریخ سیاسی، فرهنگی و اجتماعی-اقتصادی ارمنی و غیرارمنی هستند. او اثر «حاشیه‌نویسی‌های نسخه‌های خطی ارمنی در قرن چهاردهم» را در سال ۱۹۵۰ و مجموعه سه‌جلدی «حاشیه‌نویسی‌های نسخه‌های خطی ارمنی در قرن پانزدهم» را بین سال‌های ۱۹۵۵ تا ۱۹۶۷ منتشر کرد. او برای جلد اول اثر آخر در سال ۱۹۶۱ موفق به دریافت درجه دکترای علوم تاریخی شد. در مجموع، خاچیکیان حدود ۳۰۰۰ حاشیه‌نویسی را منتشر کرد. او در سال ۱۹۶۳ به عضویت وابسته آکادمی علوم ارمنستان درآمد و در سال ۱۹۷۱ عضو رسمی این آکادمی شد.
خاچیکیان سردبیر جلدهای سوم تا سیزدهم نشریه رسمی ماتناداران، بانبر ماتنادارانی بود؛ تحت سردبیری او، این نشریه به یک انتشار علمی معتبر تبدیل شد. او همچنین عضو هیئت تحریریه «دانشنامه شوروی ارمنی» و اثر چند جلدی «تاریخ مردم ارمنستان» بود. او سهم قابل‌توجهی در نگارش جلد چهارم اثر اخیر داشت که به قرون چهاردهم تا هجدهم می‌پردازد. به ابتکار خاچیکیان، مجموعه جدیدی از مطالعات با عنوان «اسناد تاریخ اقتصادی» در ماتناداران آغاز شد که هدف آن انتشار منابع اولیه دربارهٔ زندگی اقتصادی ارمنی‌ها و مردمان همسایه بود. نخستین اثر این مجموعه، «دفتر حساب هوهانس تر-داوتیان جلفایی» بود که خاچیکیان به‌همراه هاکوب پاپازیان به‌مدت پانزده سال بر روی آن کار کرده بود. این اثر در سال ۱۹۸۴، دو سال پس از درگذشت خاچیکیان، منتشر شد.
علاوه بر فعالیت‌های علمی، خاچیکیان سمت‌های عمومی متعددی را نیز برعهده داشت. او در سال ۱۹۵۰ به عضویت حزب کمونیست اتحاد شوروی درآمد. او به‌عنوان عضو هیئت‌رئیسه کمیته روابط فرهنگی با دیاسپورای ارمنی فعالیت کرد و ریاست بخش ارمنی کمیته دوستی شوروی-ایران را برعهده داشت. او همچنین در شورای شهر ایروان خدمت کرد.
لوون خاچیکیان در ۱۲ مارس ۱۹۸۲ پس از یک بیماری طولانی در ایروان درگذشت.